# 프로필라이아

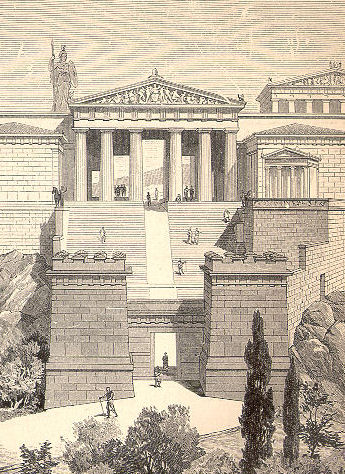
온전했을 때 아테네의 프로필라이아를 그린 19세기 삽화

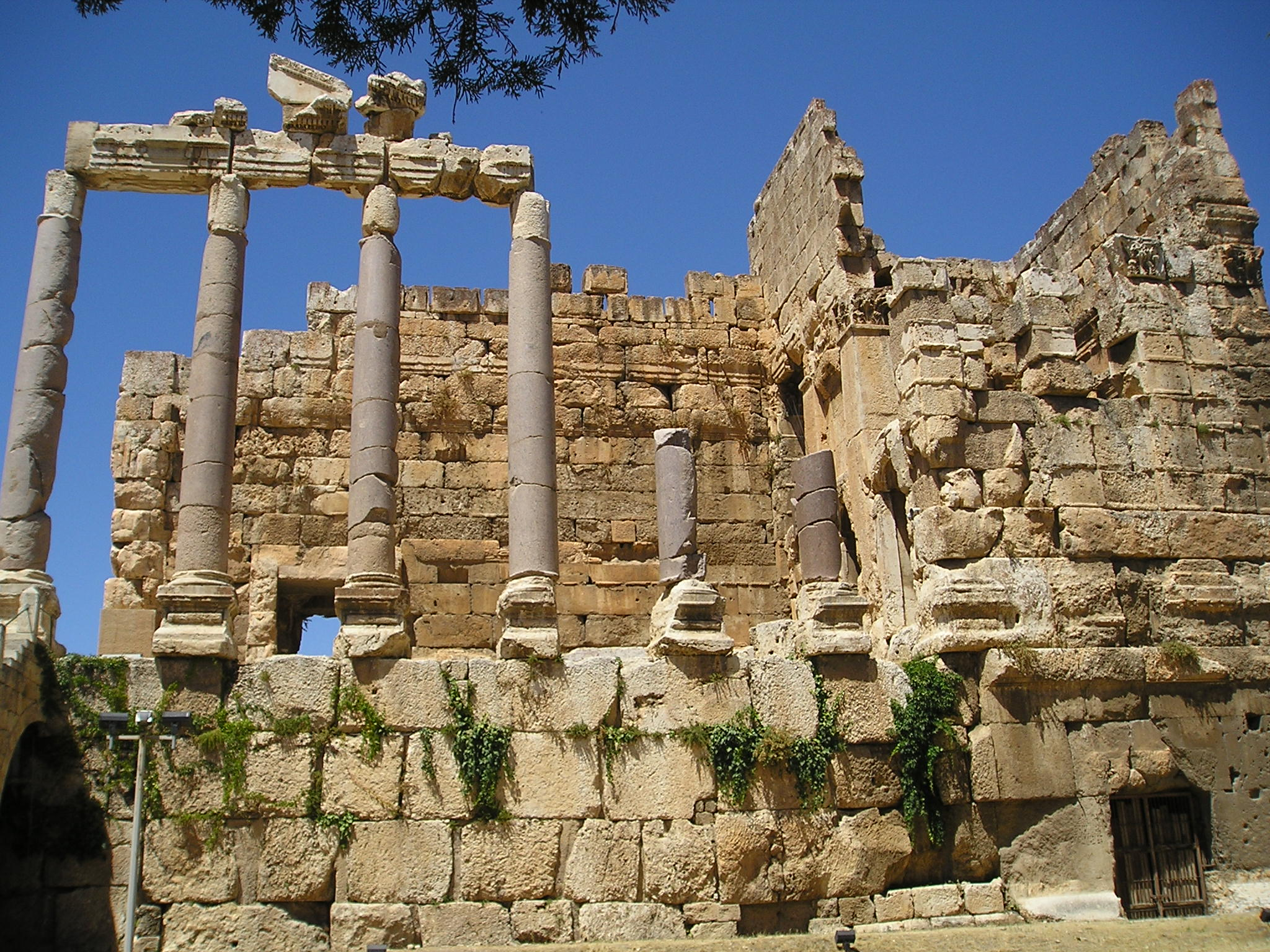
바알베크의 프로필라이아

고대 그리스 건축에서 프로필라이아(προπύλαια) 프로필라이온은 기념비적인 관문을 뜻한다. 이는 도시의 세속적 부분과 종교적 부분을 구분하는 역할을 한다. 대표적인 그리스의 예로는 아크로폴리스 (아테네)의 입구 역할을 했던 프로필라이아가 있다. 베를린의 그리스 복고 양식 브란덴부르크 문과 뮌헨의 프로필라이아는 모두 아테네 프로필라이아의 중앙 부분을 연상시킨다.

## 어원
그리스어 προπύλαιον, '프로필라이온'(라틴어로는 프로필라이움)은 접두사 προ-, 'pro-'("~의 앞에, ~의 전면에")와 πύλη, 'pyle'("문")의 복수형의 결합으로, 글자 그대로 "문 앞에 있는 것"을 의미한다. 하지만 이 단어는 단순히 "관문 건물"을 의미하게 되었다.

## 아테네 아크로폴리스의 프로필라이아
프로필라이아는 아크로폴리스로 가는 기념비적인 문으로, 아테네의 지도자 페리클레스가 그리스-페르시아 전쟁이 끝난 후 아크로폴리스를 재건하기 위해 의뢰하였다. 프로필라이아는 전차가 통과할 수 있을 만큼 넓게 설계되었다. 건설은 기원전  437경년경에 아테네의 대규모 재건 프로젝트의 일환으로 시작되었으며, 파르테논 신전이 거의 완공된 후에 착공되었다. 아테네의 건축가 므네시클레스가 감독하였으며, 펠로폰네소스 전쟁으로 인해 작업이 중단되었지만 므네시클레스의 설계에서 중요한 부분들은 완성되었다. 이 건축물의 독특한 점은 지붕을 가로막는 수평 보가 대리석 거더에 의해 지지되었고, 이 거더는 철근으로 보강되었다는 것이다. 그리스 건축에서 구조적 목적으로 금속이 사용된 사례는 제우스 신전 (아그리젠토) 외에는 알려져 있지 않다.